# Grupo Cimed
A Cimed (ou Grupo Cimed) é uma empresa farmacêutica brasileira sediada na cidade de São Paulo. Tendo seu polo fabril localizado no sul de minas, com 2 fábricas na cidade de Pouso Alegre e uma de embalagens em São Sebastião da Bela Vista, atualmente é a terceira maior farmacêutica do Brasil e sendo a segunda maior em número de vendas de medicamentos no país.

## História
A empresa surgiu a partir da fusão com outras duas, a Windson e a Horno Terápica, transformando-se assim em Grupo Cimed.

### Crescimento
A partir de 2012, quando João Adibe assume a empresa fundada pelo pai, João de Castro Marques, a empresa passa por diversas reformulações e com a Crise econômica brasileira de 2014, a farmacêutica focou sua estratégia e investiu na produção de medicamentos genéricos.
Em 2022, a Cimed era líder no ramo de medicamento de venda livre, sem necessidade de receita, com esse tipo de medicamento correspondendo a 65% da produção da empresa, sendo 25% de produção de medicamentos genéricos e o restante dividido entre higiene, beleza e suplementos.
Em 2023, a Cimed lançou uma linha de hidratantes labiais em parceria com a empresa de doces Fini, que resultou em um faturamento de 23 milhões de reais em um mês, tal sucesso foi seguido por diversas outras parcerias, como com Burger King, Ana Castela e Bauducco.
Com tal sucesso a empresa passou a querer expandir seu mercado de atuação, em 2023 comprou uma indústria de lenços umedecidos, e tentou a compra da Jequiti em 2024.  Para consolidar tal expansão, o Fundo Soberano de Singapura comprou parte da empresa, no plano de "dobrar a empresa de tamanho em cinco anos", segundo João Adibe.

## Patrocínios
- Seleção Brasileira de Futebol
- Seleção Brasileira de Futebol Feminino
- Cruzeiro Esporte Clube
- Cruzeiro Feminino[18]
- Clube Náutico Capibaribe[19]